# 203 East 29th Street
203 East 29th Street est une maison historique et une remise située entre les Deuxième et Troisième avenues dans le quartier de Kips Bay et l'arrondissement de Manhattan, à New York. Il s'agit d'une des dernières maisons en bois subsistant sur l'île de Manhattan. Bien que son année de construction soit inconnue, la maison a été datée d'entre 1790 et 1870.
La maison, inscrite au Registre national des lieux historiques depuis le 8 juillet 1982, est une propriété privée fermée au public. Elle a été conçue par l'architecte James Cali et restaurée par l'architecte John Sanguilano.